# Absalon (Künstler)
Absalon (hebräisch אבשלום‎, * als Meir Eshel hebräisch מאיר אשל,  26. Dezember 1964 in Ashdod, Israel; † 10. Oktober 1993 in Paris) war ein israelischer Installationskünstler, Videokünstler und Bildhauer.

## Leben und Werk
Nach dem Militärdienst in den Israelischen Streitkräften lebte der Künstler in einer Hütte am Strand und verkaufte selbstproduzierten Schmuck, um sich einen Flugschein nach Paris zu verdienen. 1987 siedelte er nach Paris über und nahm den Künstlernamen Absalon an. Durch seinen Onkel Jaques Ohayon wurde er in die Künstlerszene eingeführt und lernte unter anderen Annette Messager und Christian Boltanski kennen, mit denen er Freundschaft schloss. Gleichzeitig begann er, sich mit minimalistischen Wohnraumentwürfen zu beschäftigen.
1992 entwarf er für sich – statt eines Wohnhauses – asketische Wohnzellen, die Cellules, die er in den Städten Paris, Zürich, New York, Tel Aviv, Frankfurt am Main und Tokio aufstellen ließ, um sie abwechselnd selbst zu bewohnen.
Er lebte ein Leben in Askese, die sich in seinem Werk widerspiegelt. Absalon fertigte unter anderem Objekte, Raumobjekte, Zeichnungen, Objekte aus Gips und Architekturminiaturen. In seinen Arbeiten finden sich Anklänge an die Avantgarde der 1920er und 1930er Jahre und des De Stijl.
Er starb am 10. Oktober 1993 mit 28 Jahren an den Folgen seiner AIDS-Erkrankung.
Die 2010 in den Kunst-Werken Berlin (KW Institute for Contemporary Art) gezeigte Retrospektive gilt als die bislang vollständigste Ausstellung seines Werks. Im Rahmen der Retrospektive wurde auch der Dokumentarfilm  A Virus in the City des französischen Filmemachers Cédric Venail über Absalons Projekt der Ccellules gezeigt.

## Einzelausstellungen
- 1990 Propositions d’habitations, The Jerusalem Foundation, Jerusalem / Cellules, Galerie Crousel-Robelin/Bama, Paris
- 1991 Compartiments, Künstlerhaus Stuttgart
- 1993 Cellules, Musée d’art moderne de la Ville de Paris – ARC, Paris; Galerie Luis Campana, Köln
- 1994 Carré d’Art, Musée d’art contemporain, Nîmes, Frankreich; Kunstverein Hamburg
- 2010 Kunst-Werke Berlin (KW Institute for Contemporary Art), Berlin

## Gruppenausstellungen
- 1989 Pas à coté, pas n’importe où – 4, Villa Arson, Nizza, Frankreich
- 1990 Lignes de mire, Fondation Cartier, Jouy-en-Josas, Frankreich
- 1991 Mouvements 2, Musée National d’Art Moderne, Centre Georges Pompidou, Paris
- 1992 DOCUMENTA IX, Kassel „The Six Cells“, Attitudes, Genf: „Fabrice Gygi et Absalon“, 3. Internationale Biennale Istanbul, Istanbul
- 1994 Même si c’est la nuit, CAPC, Musée d’Art Contemporain, Bordeaux / Hors limites, Musée National d’Art Moderne, Centre Georges Pompidou, Paris
- 1997 Kunsthalle Zürich, Schweiz
- 1998 Premises: “Invested Spaces in Visual Arts, Architects, and Design from France, 1958-1998”, Guggenheim Museum, New York
- 2000 „Aller Anfang ist Merz“, Sprengel Museum, Hannover